# Duidagrastangare
Die Duidagrastangare (Emberizoides duidae), früher auch als Duidaammer bezeichnet, ist eine wenig erforschte Vogelart aus der Familie der Tangaren (Thraupidae). Sie ist am Cerro Duida, einem Tepui im Bundesstaat Amazonas in Venezuela endemisch, worauf sich auch das Artepitheton duidae bezieht.

## Merkmale
Die Duidagrastangare erreicht eine Körperlänge von 22 cm. Sie hat eine stämmigen und gedrungenen Körper, der jedoch aufgrund des sehr langen und spitzen Schwanzes relativ schlank wirkt. Der mäßig tief angesetzte Schnabel hat eine leicht gekrümmte Spitze. Die Schwanzfedern sind lanzettförmig und die beiden inneren Paare sind sehr lang und scharf zugespitzt, was dem Schwanz in bestimmten Betrachtungsweisen eine gegabelte Form verleiht. Das Gesicht ist einfarbig dunkelbräunlich mit dunkleren Zügeln, kontrastierenden weißlichen Oberaugenstreifen und einem schmalen, weißlichem Augenring. Die ist Stirn schwärzlich, der Scheitel ist braun mit breiter schwärzlicher Streifung (eher schwarz als braun). Der Mantel und die Schulterblätter sind oliv mit einer deutlichen schwarzen Streifung. Die übrige Oberseite ist zimtbraun, deutlich schwärzlich gestreift, wobei die Streifen ähnlich breit wie die sichtbare Grundfarbe sind. Die Schwanzfedern sind in der Mittel dunkel und an den Säumen braun. Die Oberflügel sind bräunlich mit breiten gelbgrünen Säumen. Die Kehle ist weißlich-braun, das Brustband hell bräunlich. Der Bauch ist weiß. Die gelbbräunlichen Flanken und der Steiß sind gestreift. Die Iris ist dunkelbraun. Der Schnabel ist weitgehend gelblich, der Schnabelfirst ist schwärzlich. Die Beine sind bräunlich. Die Geschlechter ähneln sich. Die Jungvögel sind auf der Brust gestreift, und das Weiß der Unterseite wird durch eine bräunliche Färbung ersetzt.

## Systematik

Verbreitungsgebiet der Duidagrastangae (grün)

Die Duidagrastangare wurde 1929 von Frank Michler Chapman als eigenständige Art beschrieben. Danach galt sie zeitweise als Unterart der Keilschwanz-Grastangare (Emberizoides herbicola). 1982 wurde das Taxon von Lester L. Short und Eugene Eisenmann erneut in den Artstatus erhoben.

## Lebensraum und Lebensweise
Die Duidagrastangare bewohnt Savannenlebensräume in der oberen tropischen und subtropischen Zone, wo sie in Höhenlagen von 1300 bis 2100 m anzutreffen ist. Über ihre Lebensweise ist nichts bekannt.

## Status
Die Duidagrastangare wird in der IUCN Red List in die Kategorie unzureichende Datenlage (data deficient) klassifiziert. Sie ist nur von wenigen Exemplaren bekannt. Die ersten fünf wurden im Februar 1929 von George Henry Hamilton Tate und die letzten beiden 1950 von der puerto-ricanischen Agrarwissenschaftlerin Ventura Barnes am Cerro Duida nachgewiesen. Obwohl ihr Lebensraum derzeit sicher und für den Menschen weitgehend unzugänglich ist, könnten künftige Veränderungen der Landnutzung oder des Klimas zu einer Gefährdung der Art führen. Daher sind Suchaktionen zur Wiederentdeckung der Duidagrastangare nötig, um ihre Biologie und Ökologie sowie ihren derzeitigen Bestand zu dokumentieren.